# سينج ميلر
سينج ميلر (بالإنجليزية: Sing Miller)‏ هو عازف بيانو أمريكي، ولد في 17 يونيو 1914، وتوفي في 18 مايو 1990.